# Xylaria papulis
Xylaria papulis är en svampart. Xylaria papulis ingår i släktet Xylaria och familjen kolkärnsvampar.

## Underarter
Arten delas in i följande underarter:
- microspora
- papulis